# Cats (2019)
Cats ist eine Verfilmung des gleichnamigen Musicals unter der Regie von Tom Hooper. Der Film erhielt überwiegend schlechte Bewertungen und wurde unter anderem mit der Goldenen Himbeere bedacht. Er kam am 20. Dezember 2019 in die US-Kinos und lief sechs Tage später im Vereinigten Königreich und in Deutschland an.

## Handlung
Eine große Katzenschar kommt jedes Jahr einmal auf einer Londoner Müllkippe zusammen, um den Jellicle Ball zu feiern, an dessen Ende eine Katze erwählt wird, wiedergeboren zu werden und ein neues Katzenleben zu bekommen. Mitten in diese Gruppe wird die junge Victoria geworfen, weil sie von ihrer Besitzerin ausgesetzt wird. Die Katzen, die Interesse daran haben, erwählt zu werden, stellen sich ihr vor beziehungsweise werden ihr vorgestellt. Immer wieder werden die Katzen durch das Auftauchen eines Katers namens Macavity aufgeschreckt, was zunächst nicht erklärt wird – im Gegensatz zu der Abneigung der Katze Grizabella gegenüber, die einst ein Star war, bis sie auf Macavity traf. Bei jedem seiner Auftritte verschwindet eine der Katzen, die sich zur Wahl stellen wollte. Anschließend folgt der eigentliche Ball. Abschließend hält Alt Deuteronimus noch eine bewegende Rede an die menschlichen Zuschauer, bevor die Katzen sich im Licht des Morgens in alle Richtungen verstreuen.

## Das Musical Cats
Das Musical Cats, das am 11. Mai 1981 im New London Theatre in London seine Premiere feierte, basiert auf T. S. Eliots Gedichten aus Old Possum’s Book of Practical Cats und wurde ergänzt, so um den Text zu Memory von Trevor Nunn. Die Musik stammt von Sir Andrew Lloyd Webber.

## Produktion

### Stab, Besetzung und Synchronisation
Regie führte Tom Hooper, der gemeinsam mit Lee Hall auch das Drehbuch schrieb.
Die professionelle Balletttänzerin Francesca Hayward verkörpert Victoria.
Die deutschsprachige Synchronisation, welche mit Ausnahme des Abspanns auch den Gesang beinhaltet, entstand unter der Dialogregie von Manuel Straube und Patrick Baehr und unter der musikalischen Leitung von Thomas Amper im Auftrag der Film- & Fernseh-Synchron GmbH, Berlin.
| Rolle                              | Originalsprecher  | Deutsche Fassung      | Deutsche Fassung      |
| Rolle                              | Originalsprecher  | Synchronsprecher      | Gesangstimme          |
| ---------------------------------- | ----------------- | --------------------- | --------------------- |
| Victoria                           | Francesca Hayward | Julia Milena Scheeser | Julia Milena Scheeser |
| Bombalurina                        | Taylor Swift      | Pia Allgaier          | Pia Allgaier          |
| Bustopher Jones                    | James Corden      | Manuel Straube        | Manuel Straube        |
| Cassandra                          | Mette Towley      | Runa Aléon            | Sabrina Weckerlin     |
| Grizabella                         | Jennifer Hudson   | Patricia Meeden       | Patricia Meeden       |
| Growltiger                         | Ray Winstone      | Martin Umbach         | Martin Umbach         |
| Gus „Asparagus“, der Theater-Kater | Ian McKellen      | Thomas Rauscher       | Thomas Rauscher       |
| Jenny Fleckenreich                 | Rebel Wilson      | Uschi Hugo            | Kalpna Joshi          |
| Macavity                           | Idris Elba        | Thomas Amper          | Thomas Amper          |
| Mr. Mistoffelees                   | Laurie Davidson   | Andreas Bongard       | Andreas Bongard       |
| Mungojerrie                        | Danny Collins     | Rainer Fritzsche      | Toby Heinz            |
| Munkustrap                         | Robbie Fairchild  | Patrick Stanke        | Patrick Stanke        |
| Alt Deuteronimus                   | Judi Dench        | Kerstin de Ahna       | Marion Martienzen     |
| Rum Tum Tugger                     | Jason Derulo      | Philipp Büttner       | Philipp Büttner       |
| Rumpleteazer                       | Naoimh Morgan     | Carin Filipčić        | Carin Filipčić        |
| Skimble von der Eisenbahn          | Steven McRae      | Patrick Roche         | Patrick Roche         |

### Filmmusik, Marketing und Veröffentlichung
Mitte November 2019 veröffentlichte Polydor Records den Song Beautiful Ghosts, den die Sängerin Taylor Swift gemeinsam mit Andrew Lloyd Webber schrieb. Das Soundtrack-Album Cats – Highlights From the Motion Picture Soundtrack mit der Musik von Webber, das insgesamt 16 Musikstücke umfasst, wurde am 20. Dezember 2019 von Polydor und Republic Records veröffentlicht. Das Album stieg am 27. Dezember 2019 auf Platz 4 in die Official Soundtrack Albums Chart Top 50 im Vereinigten Königreich ein.
Mitte Juli 2019 wurde ein erster Trailer vorgestellt. Die Weltpremiere erfolgte am 16. Dezember 2019 in New York. Der Film ist am 20. Dezember 2019 in die US-Kinos und die Kinos im Vereinigten Königreich gekommen und am 26. Dezember 2019 in Deutschland gestartet.

### Unterschiede zur Musical-Vorlage
Während das Musical aufgrund der beschränkten Wandlungsmöglichkeiten der Bühnengestaltung meist die Müllkippe durchgehend als Handlungsort verwendet, nutzt der Film seine Möglichkeiten, die Orte zu wechseln; zum Beispiel, um die verschiedenen Zuhause der Katzen zu zeigen. Des Weiteren richten sich die Katzen, wenn sie im Musical singen, an die Zuschauer im Publikum. Im Film wird dies erst am Ende durch Alt Deuteronimus aufgegriffen; zuvor richten sie sich mit ihrem Gesang vorrangig an Victoria, die ihre Welt entdeckt. Im Musical ist sie eine der Jellicles, die ausschließlich über Tanz und Mimik kommuniziert. Für die Verfilmung hat sie einen Song bekommen.

## Rezeption

### Altersfreigabe
In den USA wurde der Film von der Motion Picture Association of America (MPAA) als PG (d. h., Kinder sollten von den Eltern begleitet werden) eingestuft. In Deutschland wurde der Film von der Freiwilligen Selbstkontrolle der Filmwirtschaft (FSK) ohne Altersbeschränkung freigegeben.

### Kritiken
Der Film stieß unter den bei Rotten Tomatoes aufgeführten Kritiken auf ein ausgesprochen negatives Urteil; von 335 Filmkritiken waren nur 19 Prozent positiv.
Die Filmkritikerin Antje Wessels resümiert in ihrer Kritik, Tom Hooper und seine Crew hielten sich bei ihrer Filmversion von Cats nah an der Bühnenvorlage auf. Das große Problem des Films sei die Optik: „Bei Aufnahmen von weiter weg lässt sich aufgrund der hochwertigen Tanz- und Gesangsperformances darüber hinwegsehen. Doch durch die vielen Nahaufnahmen von menschlichen Gesichtern in CGI-Katzenkostümen im Zusammenspiel mit der künstlichen, munter zwischen den Perspektiven hin- und herspringenden Welt wirkt all das hier die meiste Zeit über arg befremdlich.“
Simon Ackers von Rolling Stone schreibt, Cats kranke an der durch und durch biederen Inszenierung Hoopers, und Opulenz, Glamour und die Liebe zum Over-the-Top Moment fehlten hier an allen Ecken und Enden. Auch stoße sauer auf, mit welcher Konsequenz Hooper sämtliche Erotik beziehungsweise Homo-Erotik der Vorlage wegbügelt.
Dagegen findet der Kulturjournalist Dominik Lapp, dass Tom Hoopers Verfilmung eine zauberhafte Hommage an die Bühnenversion ist und deshalb bewusst Stilmittel von Film und Bühne miteinander verwoben wurden.

### Einspielergebnis
Dem Budget von 95 Millionen US-Dollar stehen weltweite Einnahmen von 73,7 Millionen US-Dollar gegenüber.
Cats galt kurz nach der Veröffentlichung als Desaster für die Produktionsfirma Universal Studios. Laut Brancheninsidern lagen die Marketing- und Vertriebskosten in etwa derselben Höhe des Budgets von knapp 100 Millionen US-Dollar. Zudem ließ das Studio für einen zusätzlichen, nicht näher genannten sechsstelligen Betrag eine Nacharbeitung des Films anfertigen und an die Kinos aushändigen, da es zum Erscheinungstermin noch einige Fehler im Film gab, die im Internet diskutiert wurden (unter anderem wurde in einer Szene vergessen, die menschliche Hand von Judi Dench mit digitalem Katzenfell zu kaschieren). Als wichtigste Faktoren für den Verlust an den Kinokassen gehören die teils vernichtenden Kritiken sowie der Erscheinungstermin, der mit Star Wars: Der Aufstieg Skywalkers kollidierte.

### Auszeichnungen
Golden Globe Awards 2020
- Nominierung als Bester Filmsong („Beautiful Ghosts“, Taylor Swift und Andrew Lloyd Webber)

Goldene Himbeere 2020
- Auszeichnung als Schlechtester Film
- Auszeichnung für die Schlechteste Regie (Tom Hooper)
- Auszeichnung für das Schlechteste Drehbuch (Tom Hooper und Lee Hall)
- Auszeichnung als Schlechteste Nebendarstellerin (Rebel Wilson)
- Auszeichnung als Schlechtester Nebendarsteller (James Corden)
- Auszeichnung als Schlechteste Filmpaarung (irgendein „halb-katzenartiges, halb-menschliches Haarknäuel“)
- Nominierung als Schlechteste Schauspielerin (Francesca Hayward)
- Nominierung als Schlechteste Nebendarstellerin (Judi Dench)
- Nominierung als Schlechteste Filmpaarung (Jason Derulo und sein durch CGI entferntes Geschlechtsorgan)

Golden Reel Awards 2020
- Nominierung in der Kategorie Best Sound Editing: Music in a Musical Feature Film[17]

Grammy Awards 2021
- Nominierung als Best Song Written For Visual Media („Beautiful Ghosts“, Andrew Lloyd Webber und Taylor Swift)[18]

Nickelodeon Kids’ Choice Awards 2020
- Nominierung als Beste Schauspielerin (Taylor Swift)[19]